# HBBP1
HBBP1‏ (None) هوَ بروتين يُشَفر بواسطة جين HBBP1 في الإنسان.